# Limenitis ornamenta
Limenitis ornamenta är en fjärilsart som beskrevs av Hans Fruhstorfer 1915. Limenitis ornamenta ingår i släktet Limenitis och familjen praktfjärilar. Inga underarter finns listade i Catalogue of Life.